# Děkov

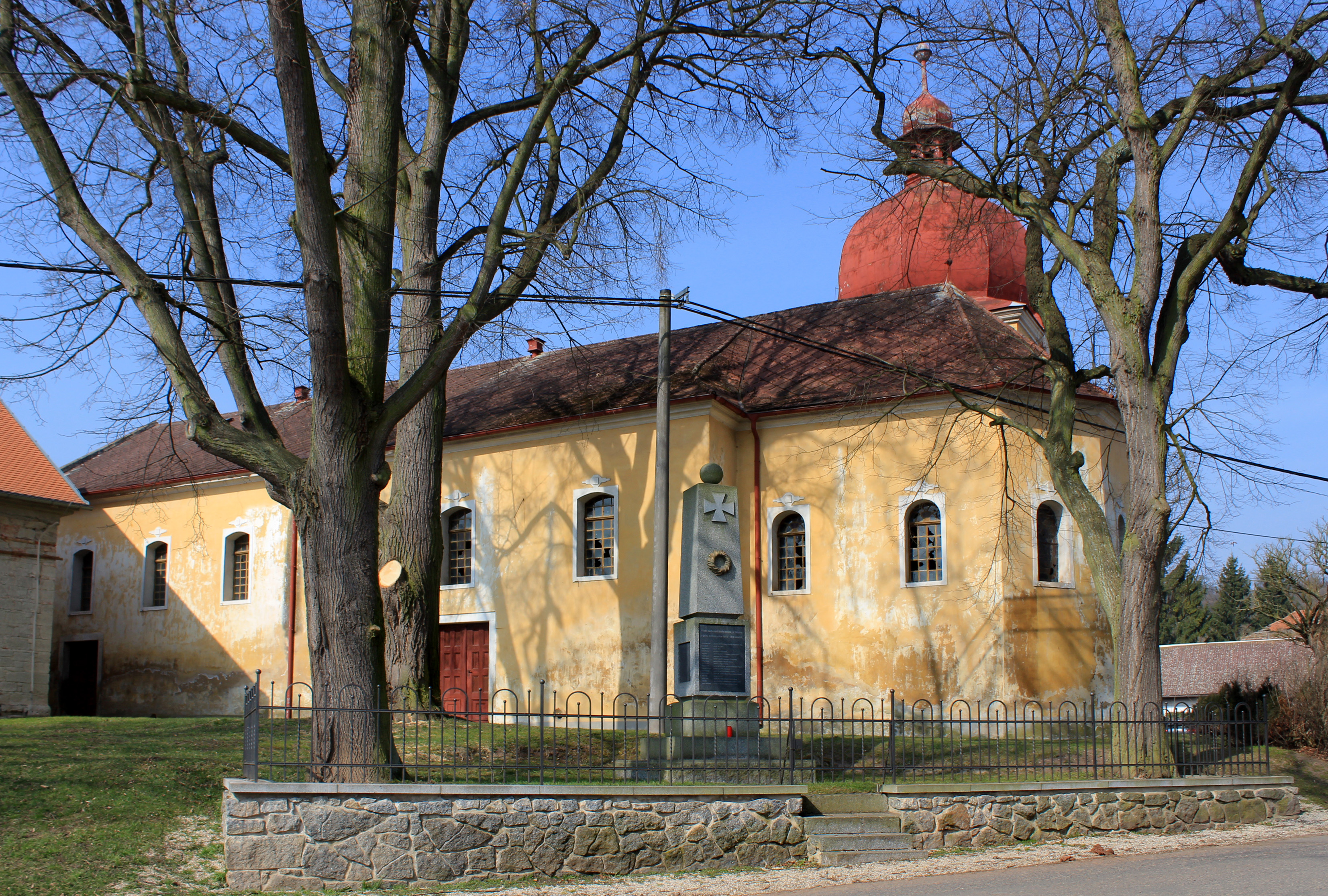
Die Kirche

Děkov (deutsch Dekau) ist eine Gemeinde in Tschechien. Sie liegt zwölf Kilometer südöstlich von Podbořany und gehört zum Okres Rakovník.

## Geographie
Děkov befindet sich am Rande des Naturparks Džbán im Rakonitzer Hügelland. Das Dorf liegt im Tal des Baches Zlatý potok, der westlich von Děkov in den Očihovecký potok mündet. Östlich erhebt sich der Červený vršek (422 m), im Südosten der Novoveský vrch (440 m), südlich der Pláň (425 m), im Westen der Běsenský vrch (402 m) sowie nordwestlich die Vyhlídka (434 m). Anderthalb Kilometer südlich von Děkov verläuft die Straße I/6 / E 48 zwischen Prag und Karlsbad.
Nachbarorte sind Soběchleby und Malá Černoc im Norden, Vlkov und Svojetín im Nordosten, Nová Ves im Osten, Hořesedly, Kněževes und Kolešovice im Südosten, Heřmanov, Hokov und Šmikousy im Süden, Hořovičky und Kolešov im Südwesten, Vrbice und Strojetice im Westen sowie Běsno, Blšany und Stachov im Nordwesten.

## Geschichte
Den Überlieferungen nach soll die Kirche Geburt Johannes des Täufers im Jahre 1037 von den Benediktinern aus dem Kloster Insula gegründet wurden sein. Die erste schriftliche Erwähnung von Dyekowie erfolgte am 1. September 1325, als der Rakonitzer Bürger Raczko de Dyekowa und sein Sohn Raczlaw ihr gemeinschaftlich besessenes Vladikengut verkauften; die eine Hälfte erhielt Bernhard von Flöhau, die andere dessen Bruder Przech von Koleschowitz. Seit 1341 ist in Děkov ein Pfarrer belegbar. Im Jahre 1361 gehörte das Gut Bernhard von Flöhaus Söhnen Bernhard und Bubo. Die nachfolgenden Besitzer des Gutes legten sich das Prädikat von Dyekow (z Děkova) zu. 1380 wurden Zdislav und Johan Zaczek als Kirchpatrone erwähnt. Ab 1387 war der Pfarrer Johann († 1412) Besitzer des Hofes; er wurde 1390 durch Papst Bonifatius IX. zum Kaplan ernannt, 1407 verkaufte er seinen Anteil.  Ein anderer Teil gehörte einem Bech, der ohne Nachkommen blieb und ab 1397 Wenzel von Dyekow. 1392 sind Sulko von Dyekow und Katharina von Dyekow, die sich auch von Přesnicz nannte, als Besitzer weiterer Anteile nachweisbar. 1416 hatten Sulko von Dyekow, Johann von Dyekow und Johann von Sátek gemeinschaftlich das Kirchpatronat inne. Sulko von Dyekow ist noch bis 1437 nachweisbar, Johann von Dyekow bis 1463. Zwischen 1465 und 1474 war die Feste der Sitz von Prokop von Dyekow, der später das Gut Petrowitz erwarb. 1483 verkaufte er sechs Häuser einschließlich des Hofes in Kolešov an Sigismund von Boršitz und Stochov, an denen auch Elisabeth von Dyekow und Kolešov Rechte hatte.
Im Jahre 1501 wurde der Grundherr Peter Bobrowetz von Bobrowitz und Dyekow von Prokop Navrek von Černčice der Verleumdung beschuldigt.
1531 erbte sein Sohn Georg Bobrowetz das Gut, er wurde fünf Jahre später für längere Zeit im Roten Turm in Prag inhaftiert, nachdem er in Rakonitz Peter von Skal bei einem Streit schwer verletzt hatte. Nach seiner Freilassung verklagte er 1539 erfolglos seinen Pächter Johann Muchek von Muchkov wegen Misswirtschaft, sein Pachtkontrakt mit Muchek war jedoch nicht landtäflich eingetragen. Im darauffolgenden Jahr verkaufte Georg Bobrowetz das heruntergewirtschaftete Gut an Georg Charwat von Bärnstein, der es 1542 an Erhard Ritter Stambach von Stambach weiter veräußerte. Der erste Nachweis über eine Schule stammt aus dem Jahre 1550, das Schulhaus befand sich an der Ostseite des Pfarrhauses. Im Jahre 1573 teilten Erhard von Stambachs Söhne Wolf, Soldan und Adam das väterliche Erbe. Adam von Stambach, der mit Benigna Hrobschitzky von Hrobschitz verheiratet war, verstarb 1590. Seine Tochter und Universalerbin Maria überließ das Gut 1602 ihrem Verwandten Leonhard Stambach von Stambach. Am 12. September 1607 ging das Gut in den Besitz von Hans Audritzky von Audritz über. Nach dessen Tode erbte es Hans Bernklau von Schönreuth († 1618), ihm folgte sein Sohn Gideon. Dieser wurde nach der Schlacht am Weißen Berg wegen seiner Beteiligung am Ständeaufstand am 23. Mai 1623 zum Verlust der Hälfte seines Vermögens verurteilt. Das konfiszierte Gut Dekau mit Neudorf verkaufte die Hofkammer noch im selben Jahre an den kaiserlichen General Franz de Cuvier. Während des Dreißigjährigen Krieges wurde die Pfarre Děkov zu einem Zentrum der Gegenreformation, zu ihrem Sprengel gehörten bis 1707 die Dörfer Děkov, Hořovičky, Hokov, Vlkov, Kolešovice, Hořesedly, Pšovlky, Přílepy, Svojetín, Povlčín, Kounov und Oráčov. Die im Krieg zerstörte Kirche in Děkov wurde 1664 neu aufgebaut.
Das Erbe General de Cuviers fiel seinem einzigen Sohn Franz Emanuel zu, der jedoch geistig und körperlich behindert war. Seine Kuratoren verkauften Dekau 1672 an Emanuel Hildprandt von und zu Ottenhausen.
Ab 1674 verwaltete dessen Witwe Maria Barbara, geborene Freiin Fieger von Hirschberg das Gut. In zweiter Ehe heiratete sie am 15. August 1681 den kaiserlichen Regimentshauptmann Johann Lassini de Homaces (Johann von Lassie), der vier Jahre später verstarb. 1697 übernahm ihr Sohn Wenzel Ularius Hildprandt die eine Hälfte des Gutes und nach dem Tode seiner Mutter 1701 auch die andere. Er veräußerte das Gut im selben Jahre an Johann Jakob Kulhanek von Klaudenstein. Nach dessen Tode im Jahre 1708 verwaltete Wenzel Mulhardt Ritter von Milhartice das Gut für den minderjährigen Johann Josef Kulhanek, ab 1713 gehörte es Wenzel Alsterle von Astfeld. Am 14. Juli 1717 kaufte Georg Olivier von Wallis das Gut Dekau mit den zugehörigen Dörfern Dekau, Neudorf und Wilkau. Er vereinigte es mit den Gütern Koleschowitz und Hokau 1744 zur Herrschaft Koleschowitz und erklärte diese zum Familienfideikommiss. 1744 erbte die Besitzungen sein Sohn Stephan Olivier von Wallis. Er vereinigte auch das Gut Petrowitz mit der Herrschaft Koleschowitz. Das Schloss Dekau wurde bis in die 1760er Jahre von der verwitweten Gräfin Götz, geborene von Wallis, bewohnt und danach dem Verfall preisgegeben. Stephan Olivier von Wallis ließ es nach einem Brand abtragen und an seiner Stelle einen Obstgarten anlegen. 1798 wurde ein neues Schulhaus bezogen, zu dieser Zeit besuchten u. a. auch die Kinder aus Hokov, Hořovičky und Vlkov die Dekauer Schule. Drei Jahre später wurden die Kinder aus Hořovičky nach Kolešov umgeschult.
1826 wurde der neue Friedhof angelegt. 1832 erbte Stephans Sohn Rudolf Olivier Graf von Wallis den Besitz, ihm folgte 1838 dessen Sohn Friedrich Olivier Graf von Wallis. Im Jahre 1837 wurden bei einer Sturzflut Teile des um die Kirche angelegten alten Friedhofs fortgespült.
Im Jahre 1843 bestand Dekau / Dekow bzw. Děkow aus 51 Häusern mit 346 deutschsprachigen Einwohnern, darunter drei jüdischen Familien. Unter herrschaftlichem Patronat standen die Pfarrkirche Johannes des Täufers, die Pfarrei und die Schule. Außerdem gab es einen obrigkeitlichen Meierhof mit Schäferei und ein Wirtshaus. Abseits lag eine Mühle. Dekau war Pfarrort für Wilkau (Vlkov), Neudorf (Nová Ves), Hokau, Firbitz (Vrbice) und Horschowitz. Die Bewohner lebten vornehmlich vom Hopfenbau. Bis zur Mitte des 19. Jahrhunderts blieb Dekau der Fideikommissherrschaft Koleschowitz untertänig.
Nach der Aufhebung der Patrimonialherrschaften bildete Dekau / Děkov ab 1850 mit dem Ortsteil Neudorf und der Einschicht Kleine Mühle eine Gemeinde im Bezirk Saaz und Gerichtsbezirk Jechnitz. Zu dieser Zeit lebten auf dem heutigen Gemeindegebiet 1072 Menschen. Im selben Jahre starben in Neudorf und Dekau 15 Personen an der Cholera. 1868 wurde Dekau dem Bezirk Podersam zugeordnet. In den Jahren 1876–1880 wurde die Dekauer Schule vergrößert, 1879 entstand in Hokau eine eigene Schule. Zwischen 1886 und 1888 wurde die Bezirksstraße gebaut. Im Jahre 1901 fand der Bauer Karl Weis beim Aushub eines Grabens auf seinem Feld eine große Menge Steinkugeln von 10 bis 20 cm Durchmesser. Im Jahre 1930 lebten in Dekau mit Neudorf 525 Personen, 1932 waren es 509. Nach dem Münchner Abkommen wurde die Gemeinde 1938 dem Deutschen Reich zugeschlagen und gehörte bis 1945 zum Landkreis Podersam. 1939 hatte die Gemeinde 432 Einwohner. Nach dem Ende des Zweiten Weltkrieges kam Děkov zur Tschechoslowakei zurück und die deutsche Bevölkerung wurde vertrieben. Der Okres Podbořany wurde 1960 aufgehoben, seitdem gehört Děkov zum Okres Rakovník.
1961 wurde Vlkov eingemeindet. Am 1. Jänner 1980 erfolgte die Eingemeindung von Děkov, Nová Ves und Vlkov nach Hořovičky; die Orte lösten sich am 24. November 1990 wieder von Hořovičky los und bildeten die Gemeinde Děkov.

## Gemeindegliederung
Die Gemeinde Děkov besteht aus den Ortsteilen Děkov (Dekau), Nová Ves (Neudorf) und Vlkov (Wilkau). Das Gemeindegebiet gliedert sich in die Katastralbezirke Děkov und Vlkov u Rakovníka.

## Sehenswürdigkeiten
- Kirche Geburt Johannes des Täufers in Děkov, der Barockbau entstand zwischen 1720 und 1729 aus einem 1664 errichteten Vorgängerbau. Ihre  heutige Gestalt mit großen Fenstern erhielt sie beim Umbau von 1868. In der Kirche befinden sich die Grabmale für Erhard Stambach von Stambach († 1571), Hans Audritzky von Audritz und Johann Lassini de Homaces († 1685).
- Pfarrhaus in Děkov
- Reste des Renaissanceschlosses Děkov, der Bau mit dreieckigem Grundriss entstand wahrscheinlich für Gideon Bernklau anstelle der mittelalterlichen Feste. An seiner Ostseite befand sich die Brauerei. In den 1760er Jahren wurde es dem Verfall preisgegeben und nach einem Brand abgerissen. Erhalten sind Mauerreste und der in den Fels gehauene Weinkeller.
- Denkmale für die Gefallenen des Ersten Weltkrieges in Děkov und Vlkov
- Kapelle in Vlkov
- Kapelle in Nová Ves